# Trypostega pusilla
Trypostega pusilla is een mosdiertjessoort uit de familie van de Trypostegidae. De wetenschappelijke naam van de soort is voor het eerst geldig gepubliceerd in 1929 door Ferdinand Canu en Ray Smith Bassler.